# Joseph Perrin des Almons
Joseph Perrin des Almons, né le 25 septembre 1717 à Metz - mort le 11 mars 1798 à Joinville, est un général français d'Ancien Régime et de la Révolution. Chevalier de l'ordre royal et militaire de Saint-Louis, il est promu Lieutenant général en 1791, au début de la Révolution.

## Biographie
Fils de Jacques Louis Perrin des Almons, seigneur du Hautbois, et de Marguerite Hollande, Joseph Perrin des Almons naît à Metz, dans les Trois-Évêchés le 25 septembre 1717. Engagé volontaire à l'âge de 14 ans à l'école d'artillerie de Metz, Joseph Perrin des Almons est nommé officier-pointeur le 1er août 1733. Il sert pendant la guerre de Succession de Pologne dans l'armée du Rhin, en particulier aux sièges de Kehl, et de Philippsburg et il combat en Moselle. En 1741, il est chargé du détail du parc d'artillerie de l'armée de Bohême. 
En 1742, pendant la guerre de Succession d'Autriche, Joseph Perrin des Almons participe à l'attaque de Prague, et à la bataille de Dettingen. En 1744, il participe en Flandre aux sièges de Menin et d'Ypres, puis en Alsace au siège de Fribourg. De retour en Flandre en 1745, Joseph Perrin des Almons participe à la bataille de Fontenoy et aux sièges de Tournai, Oudemarde (en), Gand, Ostende, Nieuport, Ath, Lawfeld et Maastricht. Le roi le fait chevalier de l'ordre royal et militaire de Saint-Louis le 6 novembre 1751. 
En 1757, au début de la guerre de Sept Ans, Joseph Perrin des Almons est nommé capitaine. Il prend part à la bataille d'Hastembeck, puis en 1758 à  Krefeld, et en 1759 à la bataille de Minden. Nommé l'année suivante directeur du parc d'artillerie de l'armée du Haut-Rhin, le capitaine Perrin des Almons combat à la Villinghausen et obtient, pour sa bonne conduite, le grade de lieutenant-colonel. 
Affecté au régiment de Metz le 15 octobre 1765, Joseph Perrin des Almons est promu colonel le 19 février 1766. Il est nommé directeur de l'artillerie du comté et duché de Bourgogne le 20 avril 1768, et directeur de l'artillerie de la province des Trois-Évêchés le 9 juillet 1769. Élevé au grade de brigadier le 3 janvier 1770, Joseph Perrin des Almons est promu maréchal de camp le 1er mars 1780 et lieutenant général le 20 mai 1791.
Joseph Perrin des Almons meurt le 11 mars 1798 à Joinville en Haute-Marne.

## Famille
Joseph Perrin des Almons épouse le 8 avril 1748, Marie-Catherine d'Antessanti. Ils eurent quatre enfants :
- Marie-Catherine Victoire Perrin des Almons, mariée à Louis François Passerat de La Chapelle de Bellegarde, officier général d'artillerie
- Marie-Louise Perrin des Almons, mariée à Doms d'Hautecourt, lieutenant-colonel d'artillerie
- Marguerite-Louise, mariée
- X Perrin des Almons, colonel de cavalerie

Joseph Perrin des Almons est le frère de Pierre Augustin Victoire Perrin de Saint-Marcel, qui eut une carrière militaire très similaire à la sienne, puisqu'il fut lui aussi maréchal de camp d'artillerie, chevalier de l'ordre royal et militaire de Saint-Louis.

## Sources
- Émile Auguste Nicolas Jules Bégin: Biographie de la Moselle; ou Histoire par ordre alphabétique de toutes les personnes nées dans ce département (...), Volume 3, Verronnais, Metz, 1831.